# Bichroma famula
Bichroma famula là một loài bướm đêm trong họ Geometridae.